# Afroneta fulva
Afroneta fulva är en spindelart som beskrevs av Merrett 2004. Afroneta fulva ingår i släktet Afroneta och familjen täckvävarspindlar.
Artens utbredningsområde är Kongo. Inga underarter finns listade i Catalogue of Life.